# 오픈 아키텍처
오픈 아키텍처(open architecture)는 운영 체제와 프로그램 간, CPU와 입출력 제어부 간 등의 인터페이스를 개방하여 맥, PC 등 다른 컴퓨터의 접속이 가능한 시스템이다. 개방형 시스템이라고 불리기도 한다. 이 시스템은 열려있기 때문에 미래의 기술도 포용할 수 있다는 장점이 있다.
오픈 아키텍처(오픈 시스템, 개방형 시스템)는 컴퓨터 업계의 용어에서 기술 공유, 상호 연결과 이식이 자유로운 체제를 의미하는 용어로 확장되고 있다.

## 같이 보기
- 오픈 소스 소프트웨어
- 오픈 소스 하드웨어
- 개방형 표준